# مگس‌گیر چکی
مگس‌گیر چکی (نام علمی: Agricola infuscatus) یک پرنده گنجشک‌سان کوچک از خانواده مگس‌گیرهای جهان قدیم (Muscicapidae) است که بومی جنوب آفریقا است.
مگس‌گیر چکی حشرات را شکار می‌کند. به‌طور خاص موریانه‌ها، مورچه‌ها و سوسک‌ها را مصرف می‌کند. مگس‌گیر همچنین خزندگان کوچکی مانند تیفلوپس، سرده‌ای از مارهای کور را مصرف می‌کند.